# 生日卡片 (電影)
《生日卡片》為2016年10月22日上映的日本電影。由吉田康弘執導，橋本愛主演。台灣上映日期為2017年3月31日。

## 劇情概要
自知來日不多的母親鈴木芳惠（宮崎葵 飾），與10歲女兒紀子（篠川桃音 飾）訂下約定，每年都會送一張生日卡片給紀子，為期10年。母親過世後，隨著時間的流逝，紀子（橋本愛 飾）如今已是19歲的大學生，開始有友情、戀愛和結婚等各種煩惱。母親給她的卡片中，分別寫著希望紀子能替她做的事或是給紀子的建議，諸如參予地方振興活動、拜訪母親的故鄉、談戀愛時須注意的事項等等。個性有些內向消極的紀子，一直以來期望能以自己的方式尋找未來要走的路，不希望母親改變自己的人生。這一天是紀子的20歲生日，她打開了第10張，也是母親給她的最後一張卡片，卡片上寫的是母親鼓勵紀子的一番話。此時的她才真正發現，這些卡片是她心靈的最大支柱…

## 登場人物
- 鈴木紀子：橋本愛[5]
- 鈴木芳惠：宮崎葵
- 鈴木宗一郎：中山裕介
- 鈴木正男：須賀健太
- 立石純：中村蒼[6]
- 其他演員：木村多江、谷原章介[7]、安藤玉惠、黑田大輔、清水伸、田中圭、洞口依子、篠川桃音、湯川日和[8]、日向丈[9]、松浦祐也、小林博[10]、加藤明子、上田剛彥、浦川泰幸、富山惠理子、大津尋葵[11]、齋賀正和

## 製作團隊
- 導演、劇本：吉田康弘
- 主題歌：木村凱拉（木村KAELA）「向日葵」（勝利娛樂）[12]
- 攝影：木村信也
- 音樂：木田俊介
- 劇中日式點心製作：中島志保
- 發行：東映
- 製作幹事：東映、朝日放送
- 製作：「生日卡片」製作委員會（東映、朝日放送、木下工務店、KADOKAWA、讀賣新聞社、崔維斯、光TV、GYAO!、名古屋電視台、北海道電視台、九州朝日放送、天空）

## 相關作品
書籍
- 小説《生日卡片》（著：吉田康弘、2016年9月25日、角川文庫）[13]
- 童書《生日卡片》（著：吉田康弘、2016年10月5日、角川翼文庫）[13]
- 漫畫《生日卡片》（原作：吉田康弘、畫：安孫子三和、2016年10月5日、花與夢漫畫）[13]
- 繪本《小望與金魚》（作、畫：山西研一、吉田康弘、2016年11月1日、學研PLUS）

電影作品
- DVD版：2017年3月24日發行。

## 得獎
| 獎項／電影節           | 獎項名稱     | 對象   | 結果 |
| ---------------------- | ------------ | ------ | ---- |
| 第41屆報知電影獎       | 作品獎       |        | 提名 |
| 第41屆報知電影獎       | 女配角獎     | 宮崎葵 | 提名 |
| 第29屆日刊體育電影大獎 | 女配角獎     | 宮崎葵 | 獲獎 |
| 第40屆日本電影金像獎   | 最佳女配角獎 | 宮崎葵 | 提名 |
| 第59屆藍絲帶獎         | 女配角獎     | 宮崎葵 | 提名 |

## 外部連結
- 電影《生日卡片》官方網站
- 東映《生日卡片》官方網站 （页面存档备份，存于）
- 電影《生日卡片》的X（前Twitter）
- 生日卡片的Facebook專頁
- 電影《生日卡片》台灣中文預告片 （页面存档备份，存于）